# Der Zürich-Krimi
Der Zürich-Krimi ist eine deutsche Kriminalfilmreihe mit Christian Kohlund in der Hauptrolle des Rechtsanwalts Thomas Borchert, die seit 2016 in unregelmäßigen Abständen im Programm der ARD Das Erste in loser Folge ausgestrahlt wird. Die Reihe wird in Zürich und Prag gedreht und von der Graf Film GmbH produziert.

## Inhalt
Thomas Borchert, der Rechtsanwalt ohne Lizenz, kehrt nach Jahren wieder in seine alte Heimatstadt Zürich zurück, um sich hier dem Zugriff der deutschen Behörden zu entziehen. Man hält ihn für mitschuldig an einem Bestechungsskandal des FonSonic-Konzerns. Um seine Unschuld zu beweisen, will er dem Konzern das Handwerk legen und bei einer Schweizer Bank Beweise finden. Dabei gerät er in immer neue Verwicklungen und auch in Fälle, bei denen Menschen seine Hilfe brauchen können. Borchert arbeitet in einer Kanzlei eng mit der Anwältin und seiner späteren Chefin Dominique Kuster, der dort tätigen Sekretärin Regula Gabrielli und dem Polizeihauptmann Marco Furrer zusammen. Er hat einen hohen Gerechtigkeitssinn und will seinen Mandanten so gut wie möglich helfen und die Wahrheit ans Licht bringen.

## Besetzung
| Schauspieler/in      | Rolle            | Bemerkungen                                            | Folgen | Zeitraum  |
| -------------------- | ---------------- | ------------------------------------------------------ | ------ | --------- |
| Christian Kohlund    | Thomas Borchert  | Anwalt                                                 | 1–     | 2016–     |
| Katrin Bauerfeind    | Dominique Kuster | Anwältin und spätere Chefin von Borchert               | 1      | 2016      |
| Ina Paule Klink      | Dominique Kuster | Anwältin und spätere Chefin von Borchert               | 2–     | 2016–     |
| Felix Kramer         | Marco Furrer     | Hauptmann bei der Kriminalpolizei                      | 1–6    | 2016–2019 |
| Pierre Kiwitt        | Marco Furrer     | Hauptmann bei der Kriminalpolizei                      | 7–     | 2020–     |
| Anita Vulesica       | Regula Gabrielli | Sekretärin in Dominiques Kanzlei                       | 1–2    | 2016      |
| Susi Banzhaf         | Regula Gabrielli | Sekretärin in Dominiques Kanzlei                       | 3–     | 2018–     |
| Robert Hunger-Bühler | Dr. Reto Zanger  | Rechtsanwalt und Borcherts Freund, Vater von Dominique | 1–     | 2016–     |
| Andrea Zogg          | Beat Bürki       | Borcherts „persönlicher“ Taxifahrer                    | 3–14   | 2018–2022 |
| Yves Wüthrich        | Urs Aeggi        | Furrers Kollege und Vertrauter                         | 3–     | 2018–     |

## Drehorte
Im Film angegebene Drehorte sind Zürich und Prag. 

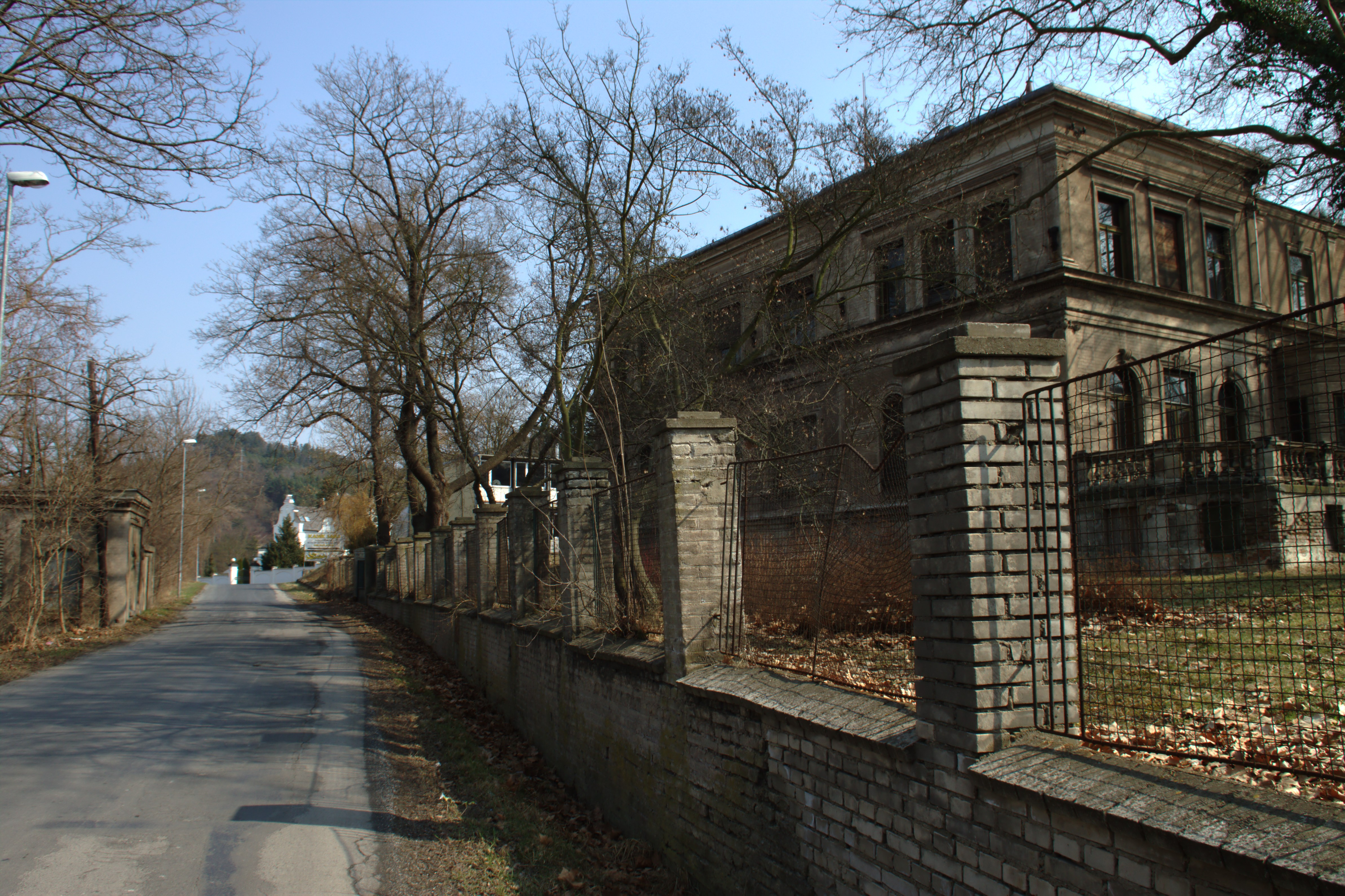
Králův Dvůr, Karlova Huť, vila

 Der Drehort für die Villa, das Elternhaus des Protagonisten Borchert, liegt in einer verlassenen Villensiedlung, einer Sehenswürdigkeit im tschechischen Ort Králův Dvůr, Karlova Huť, Tovární 70. Der Hintergrund wurde per Nachbearbeitung in die Szenen eingefügt, sodass der Eindruck entsteht, die Villa sei in Höhenlage mit Blick über Stadt und Zürichsee im Zürcher Stadtteil Hottingen gelegen. Der Kamerastandpunkt für den Hintergrund entspricht ungefähr dem Blick Richtung Westen über Zürich vom Aussichtspunkt Sonnenberg (Hitzigweg).
Weitere Drehorte: Praha – CVUT, Karlovo nám., Karlínské kasárna, Justiční areál Na Míčánkách, Krematorium Motol, Rehab. klinika Malvazinky; vila v Tehově, Praha, Letiště Václava Havla, Králův Dvůr, lomy Mořina, Schloss Tarasp (Folge 10).

## Episodenliste
| Nr. | Originaltitel                             | Erstausstrahlung | Regie               | Drehbuch                              | Zuschauer             |
| --- | ----------------------------------------- | ---------------- | ------------------- | ------------------------------------- | --------------------- |
| 1   | Borcherts Fall                            | 28. Apr. 2016    | Matthias Steurer    | Verena Kurth                          | 4,74 Mio.             |
| 2   | Borcherts Abrechnung                      | 5. Mai 2016      | Carlo Rola          | Wolf Jakoby                           | 5,15 Mio.             |
| 3   | Borchert und die letzte Hoffnung          | 8. Feb. 2018     | Roland Suso Richter | Wolf Jakoby                           | 5,89 Mio.             |
| 4   | Borchert und die Macht der Gewohnheit     | 15. Feb. 2018    | Roland Suso Richter | Wolf Jakoby, Douglas Wissmann         | 4,50 Mio.             |
| 5   | Borchert und die mörderische Gier         | 28. Feb. 2019    | Roland Suso Richter | Wolf Jakoby                           | 5,50 Mio.             |
| 6   | Borchert und der Sündenfall               | 7. März 2019     | Roland Suso Richter | Wolf Jakoby                           | 5,38 Mio.             |
| 7   | Borchert und die tödliche Falle           | 23. Apr. 2020    | Roland Suso Richter | Wolf Jakoby                           | 6,06 Mio.             |
| 8   | Borchert und der fatale Irrtum            | 30. Apr. 2020    | Florian Froschmayer | Felix Benesch, Florian Froschmayer    | 7,16 Mio.             |
| 9   | Borchert und der Tote im See              | 7. Mai 2020      | Florian Froschmayer | Hans-Henner Hess, Florian Froschmayer | 7,04 Mio.             |
| 10  | Borchert und der eisige Tod               | 4. Feb. 2021     | Roland Suso Richter | Wolf Jakoby                           | 6,53 Mio.             |
| 11  | Borchert und der Mord im Taxi             | 11. Feb. 2021    | Roland Suso Richter | Leo P. Ard                            | 7,57 Mio.             |
| 12  | Borchert und die Zeit zu sterben          | 18. Feb. 2021    | Roland Suso Richter | Wolf Jakoby                           | 6,48 Mio.             |
| 13  | Borchert und der verlorene Sohn           | 30. Dez. 2021    | Roland Suso Richter | Rainer Ruppert                        | 5,40 Mio.             |
| 14  | Borchert und die bittere Medizin          | 10. Feb. 2022    | Hansjörg Thurn      | Wolf Jakoby                           | 6,40 Mio. (21,1 % MA) |
| 15  | Borchert und das Geheimnis des Mandanten  | 15. Sep. 2022    | Roland Suso Richter | Robert Hummel                         | 6,16 Mio. (23,5 % MA) |
| 16  | Borchert und die dunklen Schatten         | 22. Sep. 2022    | Roland Suso Richter | Wolf Jakoby                           | 7,10 Mio. (28,0 % MA) |
| 17  | Borchert und die Sünden der Vergangenheit | 6. Apr. 2023     | Roland Suso Richter | Wolf Jakoby                           | 5,06 Mio. (21,6 % MA) |
| 18  | Borchert und der Mord ohne Sühne          | 26. Okt. 2023    | Connie Walther      | Robert Hummel                         | 6,45 Mio. (25,4 % MA) |
| 19  | Borchert und die Spur der Diamanten       | 2. Nov. 2023     | Connie Walther      | Rainer Ruppert                        | 7,21 Mio. (27,9 % MA) |
| 20  | Borchert und die Stadt in Angst (Teil 1)  | 5. Dez. 2024     | Roland Suso Richter | Wolf Jakoby                           | 5,99 Mio. (25,0 % MA) |
| 21  | Borchert und die Stadt in Angst (Teil 2)  | 12. Dez. 2024    | Roland Suso Richter | Wolf Jakoby                           | 5,50 Mio. (22,6 % MA) |
| 22  | Borchert und der Schuss ins Herz          | 19. Dez. 2024    | Roland Suso Richter | Wolf Jakoby                           | 6,35 Mio. (25,7 % MA) |